# Interfax
Interfax Ltd. (rusky Интерфакс) je soukromá nezávislá ruská zpravodajská agentura (spolu se státem ovládanou TASS a RIA Novosti) a také společnost poskytující informační služby se sídlem v Moskvě.
Interfax poskytuje všeobecné a politické zpravodajství, úvěrové informace, průmyslovou analýzu, marketingová data a obchodní řešení pro řízení rizik a úvěrový management. Společnost zaměstnává přes 1000 lidí ve více než 70 kancelářích po celém světě a publikuje přes tři tisíce výstupů denně.
Interfax Group se skládá z více než 30 novinářských a marketingových společností sídlících v Rusku, Ukrajině, Kazachstánu, Bělorusku, Ázerbájdžánu, Spojeném království, Spojených státech amerických, Německu a Číně.